# 홋카이도 방송
홋카이도 방송(北海道放送)은 홋카이도의 방송국이다. 라디오 방송국은 1952년 3월 10일, 텔레비전 방송국은 1957년 4월 1일에 개국했다.
약칭은 HBC, 라디오 콜사인은 JOHR, 텔레비전 방송국은 JOHR-DTV이다.

## 개요
- 삿포로 TV 방송(STV)이 라디오 방송국을 분사화 시키면서 홋카이도에서 유일한 라디오·텔레비전 겸영 방송국이 되었다.
- 개국 당초에는 홋카이도 신문과 자본관계가 있어서 홋카이도 방송과 홋카이도 신문이 협력해 홋카이도 분카 방송을 개국시키기도 했다.

## 연혁
1951년
- 11월 30일 - 창립.

1952년
- 3월 10일-일본 7번째 , 홋카이도 첫 번째 민영방송국으로서 중파라디오 본방송 개시.

1954년
- 하코다테시에서 텔레비전 시험 방송을 실시한다(콜사인은「JOHO-TVX」).

1956년
- 도쿄 지사 스튜디오에서 전국 뉴스를 방송. 야마가타 방송도 네트워크로 연결해 방송했다.

1957년
- 4월 1일 - 텔레비전 본방송 개시.

텔레비전 송신소 건설 당시 모습과 정상까지의 산길 건설 등을 기록한 필름 영상이 현존한다.
1959년
- 8월 -【텔레비전】JNN 협정 체결.

이전부터, 텔레비전 뉴스는 라디오도쿄 TV(KRT=현재의 도쿄방송)의 뉴스를 방송하고 있었다.
1960년
- 2월 25일-KRT·CBC·ABC·RKB로 구성된 4사 연맹에 가입하게 되고 다음날 JNN 기간국 발족.

당시까지 방송되고 있던 니혼TV 프로그램은, 전년 12월까지 거의 STV에 이행했다.
1962년
- 4월-【텔레비전】STV에서 이행받은 일본 교육 TV(NET, 현재의 TV 아사히) 교육 프로그램 방송 개시.

1965년
- 5월 2일 -【라디오】JRN의 발족과 동시에 가맹.다음날NRN에도 발족과 동시에 가맹.

1966년
- 3월 18일-【텔레비전】컬러 방송 개시.

컬러로 방송된 첫 번째 프로그램은 3월 20일에 방송된 미국 제작 텔레비전영화 「FBI」(TBS배급)였다.
1969년(쇼와 44년)
- 4월 1일-【텔레비전】교육관련 프로그램을 제외한NET-TV(현·TV 아사히)의 프로그램이 모두 HTB로 이행.

1975년
- 3월 31일-【텔레비전】준 중심방송국 네트워크 교체를 계기로 간사이지역 준 중심방송국이 마이니치 방송으로 바뀐다.

1979년
- 12월 23일-【텔레비전】삿포로 방송국에서 음성다중방송 개시.

1992년
- 8월 1일-【라디오】삿포로 방송국에서 AM 스테레오 방송 개시.

2000년
- 4월 4일-【텔레비전】삿포로 방송국에서 새벽시간대에 JNN 뉴스 버드 방송 개시.

당초에는 오전 5시에 방송을 시작했으며 2002년 4월부터 새벽시간대에 방송을 하게 되었다. 현재는 홋카이도 전역에서 시청 가능.
2006년
- 6월 1일-【텔레비전】삿포로 방송국에서 지상 디지털 텔레비전 방송 개시.

2007년
- 10월 1일-【텔레비전】하코다테 방송국·아사히카와 방송국·오비히로 방송국·구시로 방송국·기타미 방송국·무로란 방송국에서 지상 디지털 텔레비전 방송 개시.

2010년
- 2월 28일 -【라디오】AM 스테레오 방송 종료

2011년
- 7월 25일- 지상파 아날로그 텔레비전 방송 종료됨.

2016년
- 10월 17일 -【라디오】STV 라디오와 동시에 삿포로 방송국 FM 보완중계국 개국

## 텔레비전 네트워크 변천사
1957년
- 4월 1일 - 텔레비전 본방송 개시.니혼TV·라디오도쿄 TV와 네트워크 관계를 맺는다.

1959년
- 4월 1일 - 삿포로 TV 방송(STV)이 개국하면서 니혼TV제작 프로그램 대부분이 이행되었다.이와 동시에 후지 TV·일본 교육 TV와도 일반 프로그램 네트워크 관계를 맺는다.
- 8월 1일 - 뉴스 네트워크 JNN에 가맹.
- 12월 31일 - 이 날을 기점으로 니혼TV제작 프로그램이 STV에 완전 이행.

1960년
- 3월 1일 - 5사 연맹(후의 JNN중심국)에 가맹해 도쿄 방송(TBS)의 중심방송국이 되지만, 가맹전의 편성은 계속 유지되었다.

1962년
- 4월 1일 - STV에서 NET-TV제작 교육 프로그램이 이행(동시에 일부 일반 프로그램이 STV로 이행).

1966년
- 4월 1일 - 후지 TV 제작 프로그램이 STV에 이행.덧붙여 지연방송 프로그램은 uhb 개국 후도 방송된 예가 있었다.

1967년
- 6월 - 민간방송 교육협회 가맹.

1969년
- 4월 1일 - NET 제작 프로그램(민간방송 교육협회제작분)이 홋카이도 TV 방송(HTB)으로 이행하면서 TBS 완전가맹국이 되었다.[1]

1975년
- 3월 31일 - 준 중심방송국 네트워크 교체에 따라 홋카이도 TV 방송에서 마이니치 방송 제작 프로그램이 이행되었으며 동시에 아사히 방송제작 프로그램을 홋카이도 TV 방송으로 이행했다.

## 라디오 주파수

### 삿포로 방송국
| 방송국·중계국         | 주파수  | 콜사인 | 출력 | 비고 |
| --------------------- | ------- | ------ | ---- | ---- |
| 삿포로 방송국         | 1287kHz | JOHR   | 50kw |      |
| 삿포로 FM 보완 중계국 | 91.5MHz | -      | 5kw  |      |

### 아사히카와 방송국
| 방송국·중계국     | 주파수  | 콜사인 | 출력 | 비고 |
| ----------------- | ------- | ------ | ---- | ---- |
| 아사히카와 방송국 | 864kHz  | JOHE   | 3kw  |      |
| 나요로 중계국     | 1494kHz | JOTL   | 1kw  |      |
| 루모이 중계국     | 1557kHz | JOHS   | 100w |      |
| 왓카나이 중계국   | 1368kHz | JOTS   | 1kw  |      |
| 엔베쯔 중계국     | 864kHz  |        | 1kw  |      |

### 하코다테 방송국
| 방송국·중계국   | 주파수  | 콜사인 | 출력 | 비고 |
| --------------- | ------- | ------ | ---- | ---- |
| 하코다테 방송국 | 900kHz  | JOHO   | 5kw  |      |
| 에사시 중계국   | 1269kHz | JOFM   | 1kw  |      |
| 기야히 중계국   | 1098kHz | JOFN   | 100w |      |

### 무로란 방송국(JOQF)
| 방송국·중계국     | 주파수 | 콜사인 | 출력 | 비고 |
| ----------------- | ------ | ------ | ---- | ---- |
| 무로란 방송국     | 864kHz | JOQF   | 3kw  |      |
| 도마코마이 중계국 | 801kHz | JOTN   | 100w |      |

### 오비히로 방송국
| 방송국·중계국   | 주파수  | 콜사인 | 출력 | 비고 |
| --------------- | ------- | ------ | ---- | ---- |
| 오비히로 방송국 | 1269kHz | JOHW   | 5kw  |      |

### 기타미 방송국
| 방송국·중계국   | 주파수  | 콜사인 | 출력 | 비고 |
| --------------- | ------- | ------ | ---- | ---- |
| 아바시리 방송국 | 1449kHz | JOQM   | 5kw  |      |
| 기타미 중계국   | 801kHz  | JOQN   | 100w |      |
| 엔가루 중계국   | 801kHz  |        | 100w |      |

### 구시로 방송국(JOQL)
| 방송국·중계국 | 주파수  | 콜사인 | 출력 | 비고 |
| ------------- | ------- | ------ | ---- | ---- |
| 구시로 방송국 | 1404kHz | JOQL   | 5kw  |      |
| 네무로 중계국 | 801kHz  | JOQS   | 100w |      |

## 홋카이도에 있는 다른 텔레비전·라디오 방송국

### NHK
- NHK 삿포로 방송국(홋카이도 지역 거점 방송국)
- NHK 하코다테 방송국
- NHK 아사히카와 방송국
- NHK 무로란 방송국
- NHK 기타미 방송국
- NHK 오비히로 방송국
- NHK 구시로 방송국

### 민영 방송국
- 삿포로 TV 방송(STV)(TV는 니혼 TV 계열, 라디오는 NRN 계열이며 라디오 부문은 현재 분사화하여 STV라디오로 불림)
- 홋카이도 분카 방송(uhb)(후지 TV 계열)
- 홋카이도 TV 방송(HTB)(TV 아사히 계열)
- TV 홋카이도(TVh)(TV 도쿄 계열)
- FM홋카이도(JAPAN FM NETWORK 계열)
- FM노스웨이브(JAPAN FM LEAGUE 계열)